# NGC 7822
NGC 7822是一個位於仙王座的年輕恆星形成複合區域。這個複合區域環繞被稱為 Sharpless 171 的輻射發射線區域和年輕的星團 Berkeley 59。該附河區域距離地球約800到1000秒差距，並且它內部的恆星年齡不超過數百萬年。這個複合體內包含了距離太陽約1000秒差距的聯星BD+66 1673，該食雙星系統的其中一顆恆星是表面溫度高達45000 K，光度大約是太陽10萬倍的光譜 O5V 恆星，是表面溫度最高的恆星之一。該恆星是照亮該星雲的其中一個光源，並且形塑了該複合體著名的類似創生之柱的結構－象鼻管。